# 畫舫

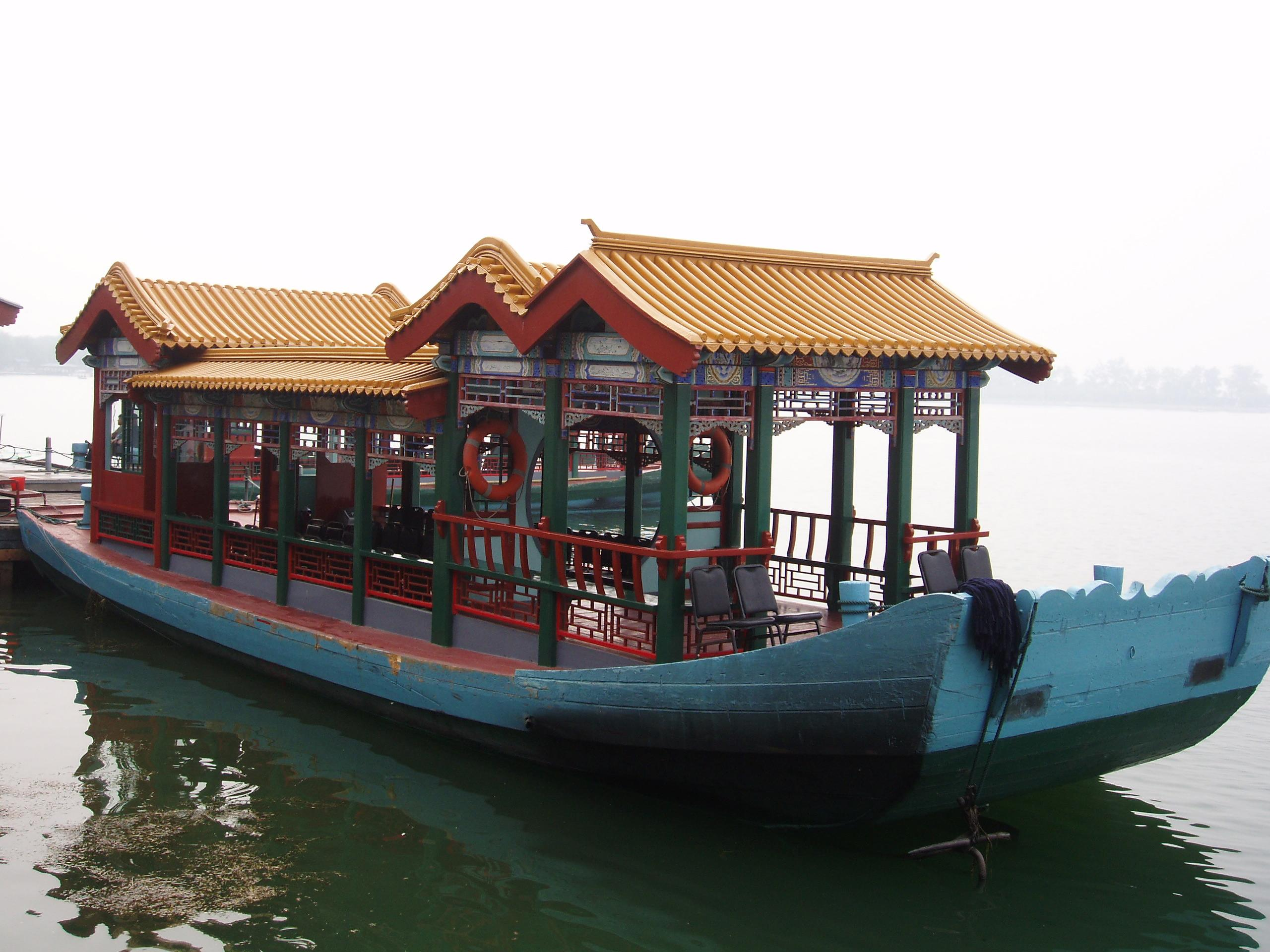
北京頤和園昆明湖中一艘單體式畫舫

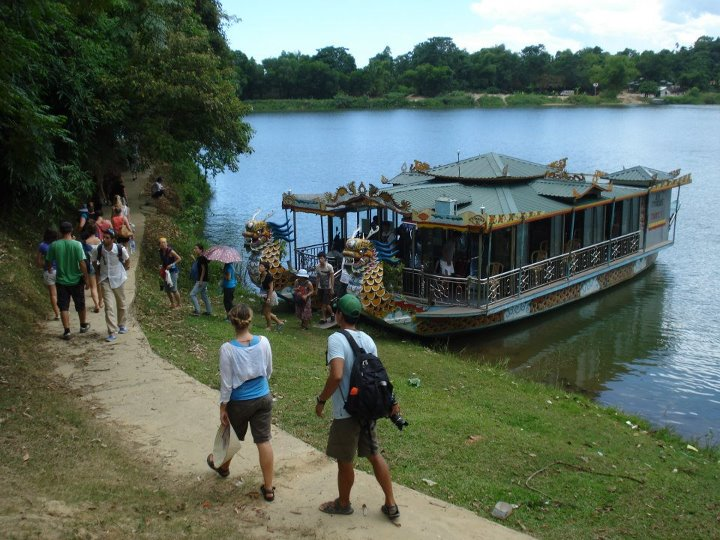
越南的一艘雙體式龍頭畫舫

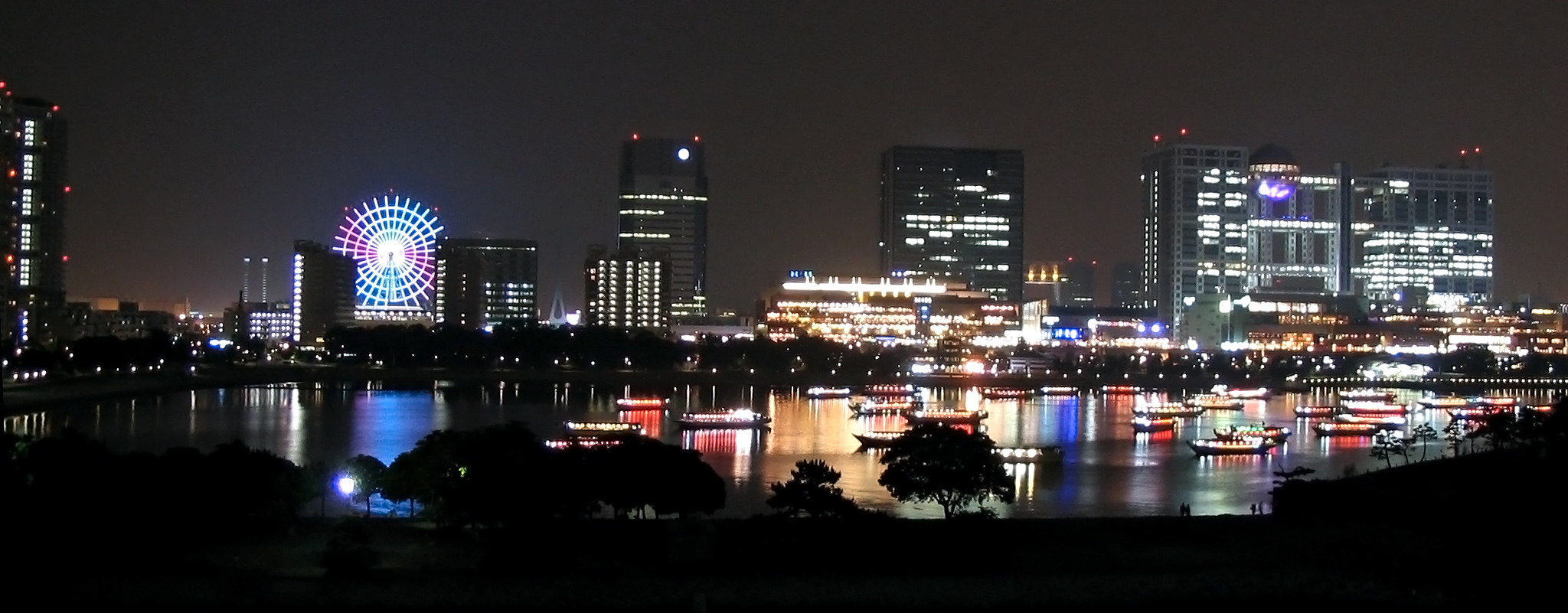
御台場

畫舫，又稱遊舫、彩舫，是漢字文化圈一種裝飾華麗的傳統遊船，源於中國，後來傳到日本、朝鮮、越南。畫舫為屋船的一種，有屋頂，有些模仿宮殿建築裝飾，也有些綴上龍頭、龍尾的龍舟，內部裝飾、陳設也很華麗。畫舫在日本稱為館船、屋形船，韓語固有詞稱為。

## 歷史
「舫」字據《說文解字》，為兩艘小船並聯後的船體，為雙體船的一種。由於舫的航行速度較慢但相對平穩，皇室、貴族往往把舫加以裝飾作為遊幸、娛樂之用，稱為畫舫。東晉顧愷之的《洛神賦圖》中就有一艘雙體式遊舫。後來的畫舫也有單船體的平底船，而最晚至唐朝畫舫在江南已經很普及，如刘希夷《江南曲》之二：“画舫烟中浅，青阳日际微。”。畫舫還有各自的名字。
日本的畫舫不會遲於平安時代出現，《萬葉集》中有一首和歌就提到塗黃漆的屋形船，「屋形」是指貴族的府第。當時皇室、貴族、宮女等喜歡乘舟遊覽河川、湖泊、池塘，所用的遊船常以龍頭鷁首裝飾。至江戶時代，不少豪商、大名都喜歡建造私家遊船，遊船裝飾也日益絢爛豪華，常塗上金銀漆。
除了遊覽之外，人們也會在畫舫上舉行船宴。後來又有商業性質的畫舫，除載人遊覽外，還提供酒菜，有些還有樂舞、戲劇表演和妓女陪侍。還有些畫舫可以住宿，是船上旅館。人們把乘坐畫舫被視為風流之舉。
- 《洛神賦圖》中的雙體式畫舫
- 清代的畫舫
- 清代廣州珠江上的一艘畫舫
- 朝鮮王朝畫家金弘道《月夜船遊圖》中的畫舫
- 江戶時代浮世繪中的屋形船

## 現代的畫舫
現代的畫舫不少是商業經營，遊人付出一定的金錢即可乘搭。有些商業經營的畫舫除了載人遊覽外，還會作為水上餐廳。
中國和越南的現代畫舫著重外觀裝飾，多為宮殿式設計，但內部裝潢、陳設等未必如外表般華麗，有些內部保持傳統裝飾，但也有些內部簡陋，與外觀差異頗大。而現代日本的屋形船則多為外觀簡單，內部精緻。香港的畫舫則有被稱為「海鮮舫」大型水上餐廳，內外均金碧輝煌，在1950-80年代曾盛極一時，馳名國際，成為香港的旅遊地標。香港地方志蔡兆浚亦曾指出，「海鮮舫」前身是源自廣州、珠江一帶的「歌堂船」。
現在杭州市的意象圖標就是畫舫的變形「杭」字，西湖上的畫舫意象從古至今深入人心。
- 杭州西湖上一艘畫舫
- 杭州西湖上一艘畫舫
- 杭州西湖上一艘龍舟式畫舫
- 北京頤和園昆明湖中的單體龍舟式畫舫
- 太湖上一艘單體式畫舫
- 香港維多利亞港的一艘畫舫
- 日本東京的屋形船
- 越南香江上的單體龍舟式畫舫